# Светско првенство у скоковима у воду 2019 — даска 3 м за мушкарце
Такмичење у скоковима у воду за мушкарце у дисциплини даска 3 метра на Светском првенству у скоковима у воду 2019. одржано је 17. јул (квалификације и полуфинале) и 18. јула (финале) 2019. године као део програма Светског првенства у воденим спортовима. Такмичења су се одржала у базену Општинског центра за водене спортове у Квангџуу у Јужној Кореји.
Учестовало је укупно 57 скакача из 33 земље. Титулу освојену у Будимпешти 2017. са успехом је одбранио кинески скакач Сје Сији. Сребрну медаљу освојио је кинески скакач Цао Јуен, док је бронза припала репрезентативцу Велике Британије Џеку Лоу.

## Освајачи медаља
|                | Резултат |                | Резултат |             | Резултат |
|                |          |                |          |             |          |
| Сје Сији (КИН) | 545,45   | Цао Јуен (КИН) | 517,85   | Џек Ло (ВБ) | 504,55   |

## Учесници по земљама
На такмичењу је учестовало укупно 57 скакача из 33 земље, а свака од земаља имала је право да учествује са максимално 2 такмичара у овој дисциплини.
- Аустралија (2)
- Белорусија (1)
- Бразил (2)
- Велика Британија (2)
- Грузија (1)
- Египат (2)
- Ирска (1)
- Италија (2)
- Јамајка (1)
- Јапан (2)
- Јужна Кореја (2)
- Канада (2)
- Кина (2)
- Колумбија (2)
- Куба (2)
- Кувајт (2)
- Малезија (2)
- Мексико (2)
- Немачка (2)
- Нови Зеланд (2)
- Пољска (2)
- Порторико (1)
- Русија (2)
- Сингапур (1)
- Сједињене Државе (2)
- Тајланд (1)
- Узбекистан (1)
- Украјина (2)
- Француска (2)
- Хрватска (1)
- Чиле (2)
- Швајцарска (2)
- Шпанија (2)

## Резултати
Квалификације су одржане 17. јула са почетком у 10:00 часова по локалном времену, а 18 најбоље пласираних скакача пласирало се у полуфинале које је одржано истог дана са почетком од 15:00 часова. Финале је одржано 18. јула са почетком од 20:45 часова по локалном времену.
| ПЛ. | Скакач               | Репрезентација   | Квалификације | Квалификације | Полуфинале        | Полуфинале        | Финале            | Финале            |
| ПЛ. | Скакач               | Репрезентација   | Поена         | Плас.         | Поена             | Плас.             | Поена             | Плас.             |
| --- | -------------------- | ---------------- | ------------- | ------------- | ----------------- | ----------------- | ----------------- | ----------------- |
|     | Сје Сији             | Кина             | 499,15        | 1.            | 522,60            | 1.                | 545,45            | 1.                |
| 2   | Цао Јуен             | Кина             | 451,35        | 4.            | 469,30            | 2.                | 517,85            | 2.                |
| 3   | Џек Ло               | Велика Британија | 485,50        | 2.            | 468,45            | 3.                | 504,55            | 3.                |
| 4.  | Ву Харам             | Јужна Кореја     | 457,70        | 3.            | 430,65            | 11.               | 478,80            | 4.                |
| 5.  | Дејвид Бодаја        | Сједињене Државе | 424,45        | 7.            | 464,20            | 4.                | 458,10            | 5.                |
| 6.  | Патрик Хауздинг      | Немачка          | 418,25        | 9.            | 446,20            | 9.                | 452,25            | 6.                |
| 7.  | Мајкл Хиксон         | Сједињене Државе | 423,05        | 8.            | 428,00            | 12.               | 449,95            | 7.                |
| 8.  | Ромел Пачеко         | Мексико          | 427,30        | 6.            | 451,55            | 6.                | 443,30            | 8.                |
| 9.  | Никита Шлејкер       | Русија           | 436,30        | 5.            | 452,15            | 5.                | 442,95            | 9.                |
| 10. | Јевгениј Кузњецов    | Русија           | 416,10        | 12.           | 447,55            | 8.                | 434,55            | 10.               |
| 11. | Себастијан Моралес   | Колумбија        | 399,50        | 17.           | 448,45            | 7.                | 433,50            | 11.               |
| 12. | Олег Колодиј         | Украјина         | 402,75        | 16.           | 438,60            | 10.               | 421,40            | 12.               |
| 13. | Метју Картер         | Аустралија       | 416,35        | 11.           | 420,00            | 13.               | Нису се пласирали | Нису се пласирали |
| 14. | Данијел Рестрепо     | Колумбија        | 404,95        | 15.           | 413,95            | 14.               | Нису се пласирали | Нису се пласирали |
| 15. | Мартин Волфрам       | Немачка          | 408,55        | 14.           | 403.50            | 15.               | Нису се пласирали | Нису се пласирали |
| 16. | Франсоа Ембо-Дилак   | Канада           | 409,30        | 13.           | 395,20            | 16.               | Нису се пласирали | Нису се пласирали |
| 17. | Рафаел Кинтеро       | Порторико        | 396,70        | 18.           | 376,45            | 17.               | Нису се пласирали | Нису се пласирали |
| 18. | Оливер Дингли        | Ирска            | 417,95        | 10.           | 358,95            | 18.               | Нису се пласирали | Нису се пласирали |
| 19. | Кен Тераучи          | Јапан            | 395,80        | 19.           | Нису се пласирали | Нису се пласирали | Нису се пласирали | Нису се пласирали |
| 20. | Јона Најт-Виздом     | Јамајка          | 390,20        | 20.           | Нису се пласирали | Нису се пласирали | Нису се пласирали | Нису се пласирали |
| 21. | Кацпер Лесјак        | Пољска           | 389,90        | 21.           | Нису се пласирали | Нису се пласирали | Нису се пласирали | Нису се пласирали |
| 22. | Гијом Дутоа          | Швајцарска       | 383,45        | 22.           | Нису се пласирали | Нису се пласирали | Нису се пласирали | Нису се пласирали |
| 23. | Лоренцо Марсаља      | Италија          | 379,00        | 23.           | Нису се пласирали | Нису се пласирали | Нису се пласирали | Нису се пласирали |
| 24. | Ли Шисин             | Аустралија       | 377,75        | 24.           | Нису се пласирали | Нису се пласирали | Нису се пласирали | Нису се пласирали |
| 25. | Ој Це Љанг           | Малезија         | 376,95        | 25.           | Нису се пласирали | Нису се пласирали | Нису се пласирали | Нису се пласирали |
| 26. | Алексис Жандар       | Француска        | 376,90        | 26.           | Нису се пласирали | Нису се пласирали | Нису се пласирали | Нису се пласирали |
| 27. | Мохаб Ишак           | Египат           | 376,75        | 27.           | Нису се пласирали | Нису се пласирали | Нису се пласирали | Нису се пласирали |
| 28. | Шо Сакај             | Јапан            | 375,00        | 28.           | Нису се пласирали | Нису се пласирали | Нису се пласирали | Нису се пласирали |
| 29. | Филип Гање           | Канада           | 370,40        | 29.           | Нису се пласирали | Нису се пласирали | Нису се пласирали | Нису се пласирали |
| 30. | Ђовани Точи          | Италија          | 363,20        | 30.           | Нису се пласирали | Нису се пласирали | Нису се пласирали | Нису се пласирали |
| 31. | Јонатан Зуков        | Швајцарска       | 362,65        | 31.           | Нису се пласирали | Нису се пласирали | Нису се пласирали | Нису се пласирали |
| 32. | Адријан Абадија      | Шпанија          | 360,35        | 32.           | Нису се пласирали | Нису се пласирали | Нису се пласирали | Нису се пласирали |
| 33. | Ким Јонгтек          | Јужна Кореја     | 356,65        | 33.           | Нису се пласирали | Нису се пласирали | Нису се пласирали | Нису се пласирали |
| 34. | Лајдел Домингез      | Куба             | 352,00        | 34.           | Нису се пласирали | Нису се пласирали | Нису се пласирали | Нису се пласирали |
| 35. | Јуриј Норозов        | Белорусија       | 348,65        | 35.           | Нису се пласирали | Нису се пласирали | Нису се пласирали | Нису се пласирали |
| 36. | Николас Гарсија      | Шпанија          | 348,35        | 36.           | Нису се пласирали | Нису се пласирали | Нису се пласирали | Нису се пласирали |
| 37. | Станислав Олиферчик  | Украјина         | 346,30        | 37.           | Нису се пласирали | Нису се пласирали | Нису се пласирали | Нису се пласирали |
| 38. | Анджеј Жешутек       | Пољска           | 344,20        | 38.           | Нису се пласирали | Нису се пласирали | Нису се пласирали | Нису се пласирали |
| 39. | Гвендал Биш          | Француска        | 341,45        | 39.           | Нису се пласирали | Нису се пласирали | Нису се пласирали | Нису се пласирали |
| 40. | Марк Ли              | Сингапур         | 339,85        | 40.           | Нису се пласирали | Нису се пласирали | Нису се пласирали | Нису се пласирали |
| 41. | Чев Јивеј            | Малезија         | 332,65        | 41.           | Нису се пласирали | Нису се пласирали | Нису се пласирали | Нису се пласирали |
| 42. | Лијам Стоун          | Нови Зеланд      | 332,15        | 42.           | Нису се пласирали | Нису се пласирали | Нису се пласирали | Нису се пласирали |
| 43. | Анхељо Алсебо        | Куба             | 327,80        | 43.           | Нису се пласирали | Нису се пласирали | Нису се пласирали | Нису се пласирали |
| 44. | Јурај Мелша          | Хрватска         | 326,30        | 44.           | Нису се пласирали | Нису се пласирали | Нису се пласирали | Нису се пласирали |
| 45. | Дијего Каркин        | Чиле             | 317,70        | 45.           | Нису се пласирали | Нису се пласирали | Нису се пласирали | Нису се пласирали |
| 46. | Џејмс Хитли          | Велика Британија | 315,40        | 46.           | Нису се пласирали | Нису се пласирали | Нису се пласирали | Нису се пласирали |
| 47. | Јусеф Езат           | Египат           | 308,65        | 47.           | Нису се пласирали | Нису се пласирали | Нису се пласирали | Нису се пласирали |
| 48. | Антон Даун-Џенкинс   | Нови Зеланд      | 307,30        | 48.           | Нису се пласирали | Нису се пласирали | Нису се пласирали | Нису се пласирали |
| 49. | Донато Неглија       | Чиле             | 299,50        | 49.           | Нису се пласирали | Нису се пласирали | Нису се пласирали | Нису се пласирали |
| 50. | Алехандро Ислас      | Мексико          | 295,90        | 50.           | Нису се пласирали | Нису се пласирали | Нису се пласирали | Нису се пласирали |
| 51. | Луис Мора            | Бразил           | 287,95        | 51.           | Нису се пласирали | Нису се пласирали | Нису се пласирали | Нису се пласирали |
| 52. | Каван Переира        | Бразил           | 275,90        | 52.           | Нису се пласирали | Нису се пласирали | Нису се пласирали | Нису се пласирали |
| 53. | Сандро Меликидзе     | Грузија          | 269,00        | 53.           | Нису се пласирали | Нису се пласирали | Нису се пласирали | Нису се пласирали |
| 54. | Абдулрахман Абас     | Кувајт           | 253,45        | 54.           | Нису се пласирали | Нису се пласирали | Нису се пласирали | Нису се пласирали |
| 55. | Даврон Ботиров       | Узбекистан       | 251,45        | 55.           | Нису се пласирали | Нису се пласирали | Нису се пласирали | Нису се пласирали |
| 56. | Рунгсиман Јанмонгкон | Тајланд          | 218,50        | 56.           | Нису се пласирали | Нису се пласирали | Нису се пласирали | Нису се пласирали |
| 57. | Рашид ел Харби       | Кувајт           | 181,80        | 57.           | Нису се пласирали | Нису се пласирали | Нису се пласирали | Нису се пласирали |